# Fatty, l'intrépide shérif
Pour les articles homonymes, voir Roundup (homonymie).
Pour plus de détails, voir Fiche technique et Distribution.
Fatty, l'intrépide shérif (The Round-Up) est un film-muet américain écrit et réalisé par George Melford sorti en 1920.

## Fiche technique
- Titre : Fatty, l'intrépide shérif
- Titre original : The Round-Up
- Réalisation : George Melford
- Scénario : Tom Forman d'après la pièce de Edmund Day
- Photographie : Paul P. Perry
- Production : Jesse L. Lasky et George Melford
- Société de distribution : Paramount Pictures
- Pays de production :  États-Unis
- Durée : 70 minutes (sept bobines)
- Format : Noir et blanc - film muet
- Date de la sortie :
  - États-Unis : 10 octobre 1920

## Distribution
- Roscoe 'Fatty' Arbuckle : Slim Hoover
- Mabel Julienne Scott : Echo Allen
- Irving Cummings : Dick Lane
- Tom Forman : Jack Payson
- Jean Acker : Polly Hope
- Edward P. Sullivan : Bud Lane
- Wallace Beery : Buck McKee
- Guy Oliver : Oncle Jim
- Jane Wolfe : Joséphine
- Fred W. Huntley : Sagebrush Charlie
- George Kuwa : le garçon chinois
- Lucien Littlefield : Parenthesis
- Buster Keaton : un indien
- Molly Malone
- Oliver Drake
- Edward Sutherland

## Autour du film
Il s'agit du premier long-métrage interprété par Roscoe Arbuckle dans lequel Buster Keaton fait une petite apparition en indien.